# 이라크 항공의 운항 노선
아래는 이라크 항공의 취항지 목록이다. (2016년 9월 현재)

## 운항 노선

### 아시아

#### 동아시아
- 중화인민공화국
  - 베이징 - 베이징 서우두 국제공항
  - 광저우 - 광저우 바이윈 국제공항

#### 동남아시아
- 말레이시아
  - 쿠알라룸푸르 - 쿠알라룸푸르 국제공항

#### 남아시아
- 인도
  - 델리 - 인디라 간디 국제공항
  - 뭄바이 - 차트라파티 시바지 국제공항

#### 서남아시아
- 레바논
  - 베이루트 - 베이루트 라픽 국제공항
- 바레인
  - 마나마 - 바레인 국제공항
- 사우디아라비아
  - 리야드 - 킹 칼리드 국제공항
  - 제다 - 킹 압둘아지즈 국제공항 전세편
- 아랍에미리트
  - 두바이 - 두바이 국제공항
- 요르단
  - 암만 - 퀸 알리아 국제공항
- 이라크
  - 바그다드 - 바그다드 국제공항 메인 허브
  - 나자프 - 알 나자프 국제공항
  - 바스라 - 바스라 국제공항 허브
  - 술라이마니야 - 술라이마니야 국제공항
  - 아르빌 - 아르빌 국제공항 허브
- 이란
  - 테헤란 - 테헤란 이맘 호메이니 국제공항
  - 마쉬하드 - 마쉬하드 국제공항
  - 이스파한 - 이스파한 국제공항
- 쿠웨이트
  - 쿠웨이트 시티 - 쿠웨이트 국제공항

#### 중앙아시아
- 아르메니아
  - 예레반 - 츠바르트노츠 국제공항
- 아제르바이잔
  - 바쿠 - 헤이다르 알리예프 국제공항
- 조지아
  - 쿠타이시 - 쿠타이시 국제공항

### 아프리카
- 이집트
  - 카이로 - 카이로 국제공항
  - 샤름엘셰이크 - 샤름엘셰이크 국제공항

### 유럽

#### 서유럽
- 영국
  - 런던 - 런던 개트윅 국제공항
  - 맨체스터 - 맨체스터 공항
- 독일
  - 베를린 - 베를린 브란덴부르크 국제공항
  - 뒤셀도르프 - 뒤셀도르프 국제공항
  - 프랑크푸르트 - 프랑크푸르트 국제공항

#### 남유럽
- 튀르키예
  - 앙카라 - 에센보아 국제공항
  - 안탈리아 - 안탈리아 국제공항
  - 이스탄불 - 이스탄불 아르나부코이 국제공항

#### 동유럽
- 러시아
  - 모스크바 - 브누코보 국제공항
- 벨라루스
  - 민스크 - 민스크 국제공항 계절편

#### 북유럽
- 덴마크
  - 코펜하겐 - 코펜하겐 카스트럽 국제공항
- 스웨덴
  - 스톡홀름 - 스톡홀름 알란다 국제공항
  - 예테보리 - 예테보리 란드베터 공항

## 과거 취항지

### 아시아

#### 동아시아
- 일본
  - 도쿄 - 나리타 국제공항

#### 동남아시아
- 베트남
  - 하노이 - 노이바이 국제공항
- 인도네시아
  - 자카르타 - 수카르노 하타 국제공항
- 태국
  - 방콕 - 돈므앙 국제공항

#### 남아시아
- 방글라데시
  - 다카 - 샤잘랄 국제공항

#### 서남아시아
- 북예멘
  - 사나 - 사나 국제공항
- 사우디아라비아
  - 다란 - 다란 국제공항
- 시리아
  - 다마스쿠스 - 다마스쿠스 국제공항
  - 알레포 - 알레포 국제공항
- 아랍에미리트
  - 아부다비 - 아부다비 국제공항
  - 샤르자 - 샤르자 국제공항
- 이라크
  - 모술 - 모술 국제공항
  - 키르쿠크 - 키르쿠크 공항
- 이란
  - 테헤란 - 테헤란 메흐라바드 국제공항
  - 라슈트 - 라슈트 공항
  - 케르만 - 케르만 공항
  - 키쉬 섬 - 키쉬 공항
- 이라크
  - 모술 - 모술 국제공항
- 카타르
  - 도하 - 뉴도하 국제공항
- 파키스탄
  - 카라치 - 진나 국제공항[4]

#### 중앙아시아
- 조지아
  - 트빌리시 - 트빌리시 국제공항
  - 바투미 - 바투미 국제공항

### 아프리카

#### 서아프리카
- 모리타니
  - 누악쇼트 - 누악쇼트 국제공항

#### 동아프리카
- 수단
  - 하르툼 - 하르툼 국제공항

#### 북아프리카
- 리비아
  - 트리폴리 - 트리폴리 국제공항
- 모로코
  - 카사블랑카 - 모하메드 V 국제공항
- 알제리
  - 알제 - 우아리 부메디엔 국제공항
- 튀니지
  - 튀니스 - 튀니스 카르타고 국제공항

### 유럽

#### 서유럽
- 영국
  - 런던 - 런던 히드로 국제공항
- 프랑스
  - 파리 - 파리 오를리 공항
  - 뮐루즈 - 바젤 뮐루즈 프라이부르크 공항
- 서독
  - 뮌헨 - 뮌헨 국제공항
  - 프라이부르크 - 바젤 뮐루즈 프라이부르크 공항
- 동독
  - 베를린 - 베를린 쇠네펠트 공항
  - 베를린 - 베를린 테겔 국제공항
- 네덜란드
  - 암스테르담 - 암스테르담 스키폴 국제공항
  - 로테르담 - 로테르담 헤이그 공항
- 벨기에
  - 브뤼셀 - 브뤼셀 국제공항

#### 중유럽
- 스위스
  - 제네바 - 제네바 국제공항
  - 바젤 - 바젤 뮐루즈 프라이부르크 공항
- 오스트리아
  - 빈 - 빈 국제공항

#### 남유럽
- 그리스
  - 아테네 - 아테네 국제공항
- 스페인
  - 마드리드 - 마드리드 바하라스 국제공항
- 유고슬라비아
  - 베오그라드 - 베오그라드 니콜라 테슬라 국제공항
- 이탈리아
  - 로마 - 레오나르도 다 빈치 국제공항
  - 밀라노 - 밀라노 말펜사 국제공항
- 키프로스
  - 라르나카 - 라르나카 국제공항
- 튀르키예
  - 바트만 - 바트만 공항
  - 아드나 - 아드나 공항
  - 이스탄불 - 아타튀르크 국제공항
- 포르투갈
  - 리스본 - 리스본 포르텔라 국제공항

#### 동유럽
- 루마니아
  - 부쿠레슈티 - 헨리 코안더 국제공항
- 불가리아
  - 소피아 - 소피아 국제공항
- 소련
  - 모스크바 - 셰레메티예보 국제공항
- 체코슬로바키아
  - 프라하 - 프라하 루지네 국제공항
- 폴란드
  - 바르샤바 - 바르샤바 프레드릭 쇼팽 국제공항
- 헝가리
  - 부다페스트 - 부다페스트 페리 헤지 국제공항

#### 북유럽
- 스웨덴
  - 말뫼 - 말뫼 공항

### 아메리카

#### 북아메리카
- 미국
  - 뉴욕 - 존 F. 케네디 국제공항[5]

#### 남아메리카
- 브라질
  - 리우데자네이루 - 리우데자네이루 갈레앙 국제공항